# Сант'Амброђо ди Торино
Сант'Амброђо ди Торино (итал. Sant'Ambrogio di Torino) је насеље у Италији у округу Торино, региону Пијемонт.
Према процени из 2011. у насељу је живело 4688 становника. Насеље се налази на надморској висини од 354 м.

## Становништво
Према резултатима пописа становништва 2011. у општини је живело 4.753 становника.
| 1931. | 1936. | 1951. | 1961. | 1971. | 1981. | 1991. | 2001. | 2011. |
| ----- | ----- | ----- | ----- | ----- | ----- | ----- | ----- | ----- |
| 2.319 | 2.285 | 2.580 | 3.237 | 4.200 | 4.084 | 3.993 | 4.275 | 4.753 |

## Партнерски градови
- Sant'Ambrogio sul Garigliano